# Damernas skeleton vid olympiska vinterspelen 2006
Damernas skeleton i olympiska vinterspelen 2006 hölls i anläggningen Cesana Pariol i Turin den 16 februari 2006. 

## Medaljörer
| Spel              | Guld                        | Silver                        | Brons                                 |
| Damernas skeleton | Maya Pedersen-Bieri Schweiz | Shelley Rudman Storbritannien | Mellisa Hollingsworth-Richards Kanada |

## Resultat
| Placering | Namn                           | Land           | Åk 1    | Åk 2    | Totalt  | Skillnad |
| --------- | ------------------------------ | -------------- | ------- | ------- | ------- | -------- |
| 1         | Maya Pedersen-Bieri            | Schweiz        | 0:59,64 | 1:00,19 | 1:59,83 | —        |
| 2         | Shelley Rudman                 | Storbritannien | 1:00,57 | 1:00,49 | 2:01,06 | +1,23    |
| 3         | Mellisa Hollingsworth-Richards | Kanada         | 1:00,39 | 1:01,02 | 2:01,41 | +1,58    |
| 4         | Diana Sartor                   | Tyskland       | 1:00,29 | 1:01,40 | 2:01,69 | +1,86    |
| 5         | Costanza Zanoletti             | Italien        | 1:00,99 | 1:01,18 | 2:02,17 | +2,34    |
| 6         | Katie Uhlaender                | USA            | 1:00,87 | 1:01,43 | 2:02,30 | +2,47    |
| 7         | Tanja Morel                    | Schweiz        | 1:00,85 | 1:01,65 | 2:02,50 | +2,67    |
| 8         | Anja Huber                     | Tyskland       | 1:01,12 | 1:01,44 | 2:02,56 | +2,73    |
| 9         | Desiree Bjerke                 | Norge          | 1:00,92 | 1:01,70 | 2:02,62 | +2,79    |
| 10        | Lindsay Alcock                 | Kanada         | 1:01,26 | 1:01,59 | 2:02,85 | +3,02    |
| 11        | Svetlana Trunova               | Ryssland       | 1:01,23 | 1:01,83 | 2:03,06 | +3,23    |
| 12        | Louise Corcoran                | Nya Zeeland    | 1:01,06 | 1:02,03 | 2:03,09 | +3,26    |
| 13        | Michelle Steele                | Australien     | 1:01,26 | 1:02,21 | 2:03,47 | +3,64    |
| 14        | Eiko Nakayama                  | Japan          | 1:01,82 | 1:02,10 | 2:03,92 | +4,09    |
| 15        | Monika Wolowiec                | Polen          | 1:02,31 | 1:02,99 | 2:05,30 | +5,47    |